# Obersoultzbach
Obersoultzbach (Duits: Obersulzbach) is een gemeente in het Franse departement Bas-Rhin (regio Grand Est) en telt 389 inwoners (2005). De plaats maakt deel uit van het arrondissement Saverne.

## Geografie
De oppervlakte van Obersoultzbach bedraagt 5,2 km², de bevolkingsdichtheid is 74,8 inwoners per km².
De onderstaande kaart toont de ligging van Obersoultzbach met de belangrijkste infrastructuur en aangrenzende gemeenten.

## Demografie
Onderstaande figuur toont het verloop van het inwonertal (bron: INSEE-tellingen).